# White Bridge
Die White Bridge ist eine ehemalige Straßenbrücke nahe dem schottischen Weiler Clephanton in der Council Area Highland. 1971 wurde die Brücke in die schottischen Denkmallisten in der höchsten Denkmalkategorie A aufgenommen. Eine zusätzliche Einstufung als Scheduled Monument wurde 1997 aufgehoben.

## Geschichte
Im frühen 18. Jahrhundert leitete General Wade den Bau von Militärstraßen in Schottland. Hierbei entstanden über 400 Straßenkilometer und 40 Brücken. Die White Bridge ist Teil einer von Wade geplanten Militärstraße zwischen Corgarff und Fort George. Sie wurde jedoch erst nach seinem Tod 1748 errichtet; vermutlich um 1754. Weitere Brücken entlang der Straße sind die Old Spey Bridge über den Spey sowie die Dulsie Bridge über den Findhorn.
Infolge der zunehmenden Belastung durch Schwerlastverkehr verschlechterte sich ihre Bausubstanz, weswegen das zulässige Gesamtgewicht zum Befahren der White Bridge 2016 auf 18 Tonnen begrenzt wurde. Die Maßnahme war bereits im Vorjahr im Rahmen der Planung einer Umgehung der White Bridge befürwortet worden. 2019 wurde etwa 100 Meter flussaufwärts ein Brückenneubau begonnen. Mit dessen Fertigstellung wurde die White Bridge obsolet und ist seitdem für den motorisierten Verkehr gesperrt.

## Beschreibung
Die White Bridge befindet sich etwa 800 Meter südöstlich des Weilers Clephanton und zwei Kilometer westlich von Cawdor. Als Teil einer Militärstraße erbaut, führte sie zuletzt die aus Nairn kommende B9090 über den Nairn.
Der Mauerwerksviadukt überspannt den Nairn mit zwei ausgemauerten Segmentbögen, welche ungewöhnlicherweise unterschiedliche Weiten und lichten Höhen aufweisen. Ebenfalls ungewöhnlich ist die Richtungsorientierung des Mauerwerks aus grob zu Quadern behauenem Bruchstein, welches bis über die Brüstungen der Ausrichtung der Keilsteine folgt. Der Mittelpfeiler ist mit kurzen, spitzen Eisbrechern ausgeführt. Die flachen Brüstungen fächern zu beiden Seiten leicht auf.

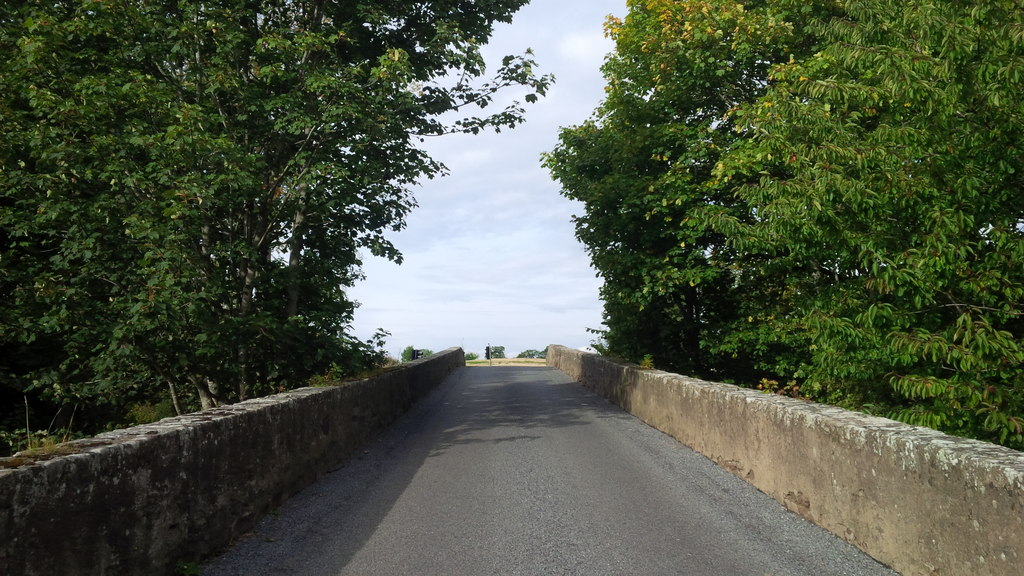
Blick über das Brückendeck
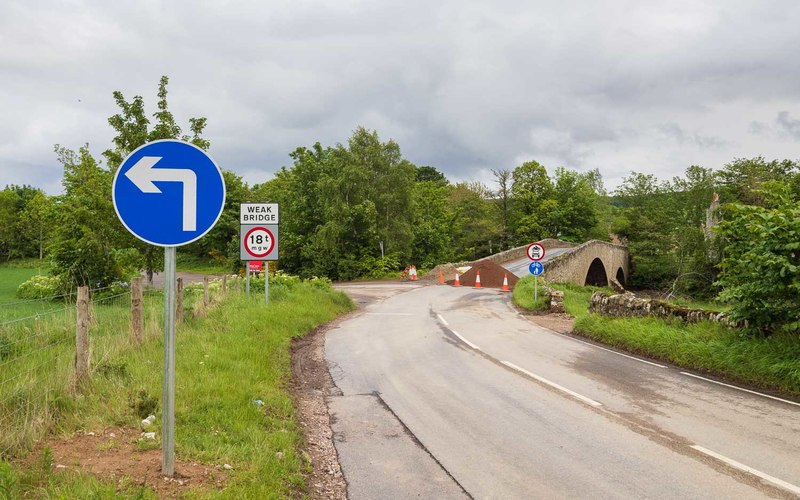
Umbauarbeiten nach Neubau der Umgehungsstrecke
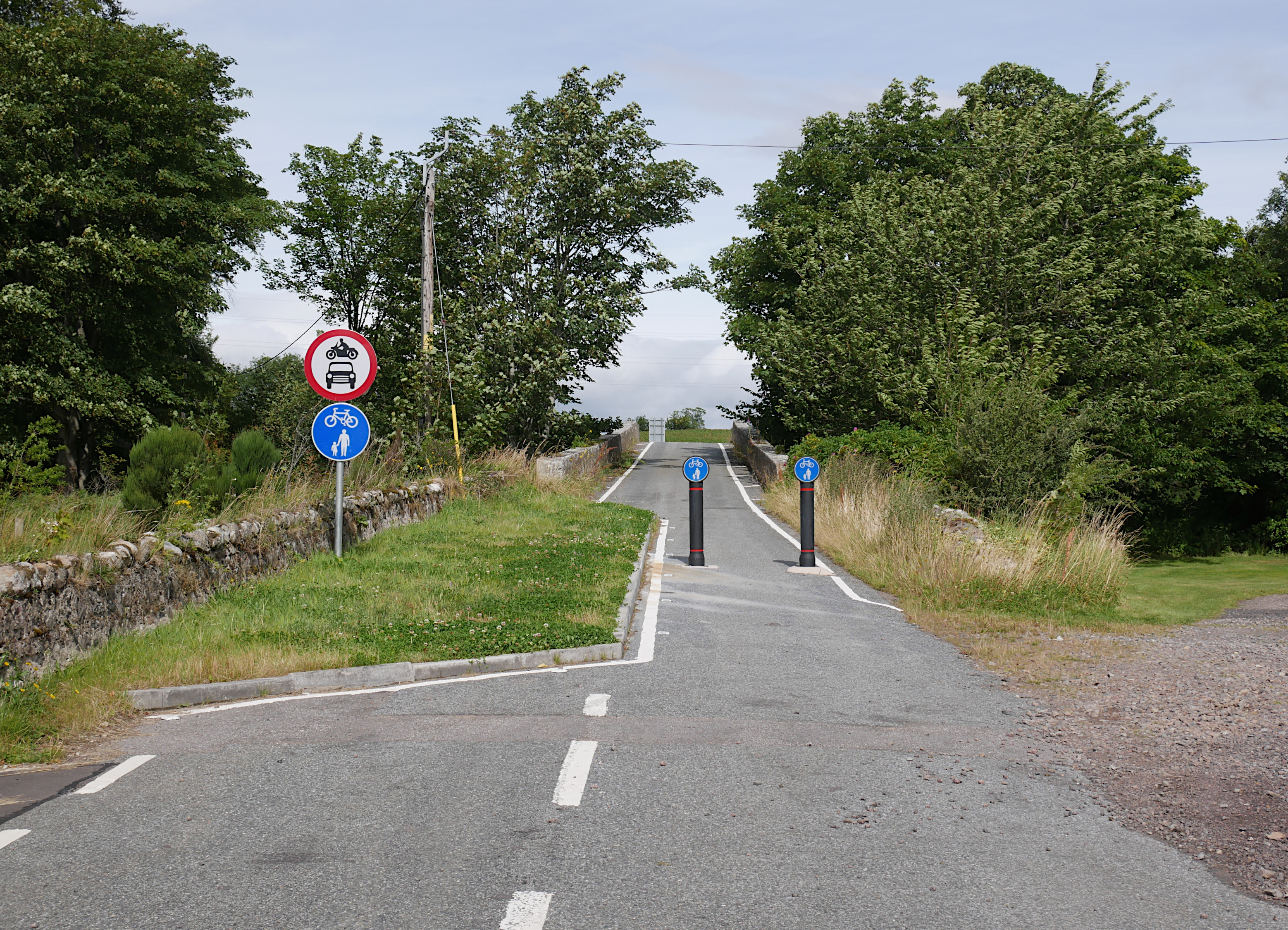
Gesperrte White Bridge 2020